# Albert Fish
Hamilton Howard "Albert" Fish (19. května 1870 – 16. ledna 1936) byl americký natěrač, otec 6 dětí a kanibal. Tento sériový vrah byl také znám jako Gray Man (Šedý muž), Werewolf of Wysteria (vlkodlak z Wysterie), Brooklyn Vampire (Brooklynský vampýr) a The Boogeyman. Tento pedofil a kanibal se chlubil, že zabil stovky lidí a že měl dítě v každém státě USA. Není však jasné, zda mluvil pravdu ani zda mluvil o obtěžování či kanibalství. Fish byl podezřelý nejméně z pěti vražd během svého života. Jeho oběti byly děti, které mučil (bičování, kastrování) a pak je jedl. Takto mohl zavraždit až 400 dětí a vepsal se tak do historie. Přiznal se ke třem vraždám. Nakonec byl odsouzen za únos a vraždu Grace Budd. Matce této dívky poslal dopis, co vše její dceři a dalším dětem dělal. V roce 1936 byl popraven na elektrickém křesle.

## Život
Albert Fish se narodil v roce 1870 ve Washingtonu D. C.. V rodině Fishů byla spousta členů postižených. Jeho otec byl námořník a zemřel v jeho pěti letech na infarkt. Jeho matka musela pracovat, aby uživila dvanáct dětí, a dala ho do sirotčince. Tam se začal pomočovat, přecpávat se jídlem a z tohoto místa utíkat. Albert Fish byl často trestán ředitelkou sirotčince, která děti bila na holý zadek. To však v něm vyvolávalo potěšení a dělal vše pro to, aby byl trestán co nejčastěji. Ostatní děti si ho dobíraly, jelikož měl během výprasku erekci. Albert začal velmi brzy masturbovat a začal se zajímat o perverzní sexuální hry. Spolu s kamarády ho napadlo, že zapálí koňský ocas, který předtím polili benzínem. Tyto skutky ho velmi poznamenaly, a když v devíti letech opouštěl sirotčinec, přitahoval ho sadomasochismus. Po návratu k matce, která dostala lepší zaměstnání, si změnil jméno z „Hamilton Fish“ na „Albert Fish“. Později spadl ze stromu a to na něm zanechalo trvalé následky. Od té doby se častěji pomočoval, měl závratě a bolesti hlavy a koktal. Albertův starší bratr mu ukázal kresby nahých mužů a žen, a popisoval mu zážitky s kanibaly. Albertovi se tyto historky líbily a často si je představoval. Po škole nemohl sehnat zaměstnání. Jako dospívající pracoval v obchodě a pak se učil malířem pokojů. Začal si vystřihovat novinové články o vraždách a popravách. Ve dvanácti letech se seznámil s mladým mužem, se kterým udržoval homosexuální sadomasochistický vztah. Milenec Alberta nutil pít moč a jíst exkrementy. V devatenácti letech se oženil se stejně starou dívkou se kterou měl během manželství šest dětí. Ve svých dvaceti letech se přestěhoval do New Yorku a stal se z něj mužský prostitut. V té době znásilnil první oběť. Jeho děti byly několikrát svědky jeho sebepoškozování a mnohdy u toho musely i asistovat. Neustále si dával tresty, např. bodání trny růží do přirození, umísťování jehel a háčků do oblasti pánevního dna, bičování okovaným obuškem, vsunováním párku do řitního otvoru atd. Po jeho zatčení odhalil rentgen sedmadvacet háčků, z nichž některé byly zapíchnuté do těla už několik let. Po dvaceti letech manželství ho žena opustila, kvůli jinému muži. Avšak manželství nebylo rozvedeno a Albert se ještě třikrát nezákonně oženil. Další z jeho zálib bylo rozesílání perverzních dopisů a za toto byl i uvězněn na 90 dní ve vězení. Dále byl také zatčen za podvod, krádež peněz ve svém zaměstnání a nekryté šeky. Také pobýval po psychiatrických léčebnách.

## Vraždy

### Grace Budd
Osmnáctiletý Edward Budd dal do novin inzerát jenž zněl: „Mladý, osmnáctiletý muž by rád pracoval na venkově. Edward Budd, 406 West 15th Street.“ Následujícího dne přišel do jejich domu Albert Fish, pod jménem „Frank Howard“. Plánoval najmout Edwarda a pak ho zavraždit. Nabídl mu skvělé pracovní podmínky a obstojný plat. Měl si Edwarda vyzvednout 2. června, ale posunul schůzku na pozdější datum. Když se vrátil, přinesl jim dary a Edwardova matka ho pozvala na oběd, tam se seznámil s Edwardovou mladší sestrou, Grace. Vymyslel si příběh o tom, že se musí zúčastnit oslavy narozenin jeho neteře. Přesvědčil rodiče, aby mohl vzít Grace sebou a dal jim falešnou adresu místa oslavy. Grace už se nevrátila. Rodiče zmizení nahlásili na policii. Newyorská policie spojila případ s téměř shodným zmizením Billyho Gaffneye. Vyšetřování nemělo výsledky. 11. listopadu 1934, více než šest let po únosu, přišel matce Grace dopis od vraha. Policie si všimla, že jsou na obálce drobná písmena N.Y.P.C.B.A. (Newyorská asociace řidičů). Byly prohlédnuty všechny ručně psané formuláře k členství v asociaci a srovnávaná písma. Našli Alberta, ačkoliv se mezitím odstěhoval. Fish se přiznal, že zabil Grace.
Fish s Grace cestoval vlakem ve směru na Irvington v okrese Westchester. Z nádraží šli na místo „Wisteria Cottage“, Albert nechal Grace na zahradě, vevnitř se svlékl a připravil si sekáček na maso, pilku a řeznický nůž. Pak zavolal na Grace, aby za ním přišla. Když viděla, že je nahý, chtěla utéct, Albert ji chytil a uškrtil. Její tělo rozřezal na tři kusy a schoval různě po domě. Za čtyři dny se vrátil na místo činu a tělo zase poskládal. Druhý den ráno, po návratu do New Yorku ve svém bytě naporcoval kusy těla a hodil je do hrnce s vodou a zeleninou a poté jedl. Když policie odjela do Wisteria Cottage a našla zde zbytky dívčina těla, Albert stál poblíž bez jakýchkoliv emocí. Jeho motivem byl dle jeho slov pocit „krvavé žízně“.

#### Dopis matce Grace Budd
,,Moje drahá paní Budd!
V roce 1894 jeden můj kamarád sloužil jako námořník na lodi Tacoma pod kapitánem Johnem Davisem. Loď vyplula ze San Franciska do Hongkongu. Když dopluli na místo určení, můj přítel a jeho přátelé, šli na břeh a opili se. Když se vrátili, loď byla pryč. V té době byl v Číně hladomor. Jakýkoliv druh masa se prodával mezi jedním až třemi dolary za libru. Ti nejchudší trpěli tolik, že prodávali řezníkům své děti, mladší dvanácti let, aby nehladověli. Chlapec ani dívka mladší 14 let nebyli na ulici v bezpečí. V jakémkoliv obchodě člověk mohl dostat steak, kotletu, nebo dušené maso. Podle vašeho výběru vám uřízli kus nahého těla chlapce nebo dívky. Zadek, který je nejlibovější částí, se prodával jako zadní hovězí a byl nejdražší. John tam zůstal tak dlouho, až v sobě objevil chuť na lidské maso. Když se vrátil do New Yorku, unesl jednoho sedmiletého a jednoho jedenáctiletého chlapce a odvedl je k sobě domů. Svlékl je a svázané strčil do skříně. Mnoho krát ve dne v noci, je bil přes zadek a mučil je, aby jejich maso změkčil. Nejdřív zabil toho staršího, protože jeho zadek byl masitější. Každou část jeho těla, s výjimkou hlavy, kostí a vnitřností, uvařil a snědl. Byl upečený v troubě (celý jeho zadek), uvařený, usmažený a rozsekaný do omáčky. Ten menší chlapec prošel tím samým. V té době jsem bydlel v čísle 409 na 100. východní ulici, po pravé straně. Tak často mi říkal, jak dobré je lidské maso až jsem se rozhodl ochutnat. V neděli 3. července 1928 jsem přišel k vám, do čísla 406 na 15. západní ulici. Přinesl jsem sýr a jahody. Obědvali jsme společně. Grace mi seděla na klíně a políbila mě. Rozhodl jsem se ji sníst. Pod záminkou, že ji vezmu na narozeninovou oslavu jsem ji odvedl do jednoho opuštěného domu ve Westchestru, který jsem objevil. Když jsme tam přišli, řekl jsem jí, aby zůstala venku. Sbírala luční květiny. Šel jsem nahoru a svlékl si všechno oblečení, abych se neumazal od krve. Když jsem všechno připravil, šel jsem k oknu, abych zavolal Grace. Schoval jsem se do skříně a nevylezl, dokud nebyla nahoře. Když viděla, že jsem nahý, rozplakala se a chtěla utéct. Chytil jsem ji. Hrozila, že to všechno řekne mamince. Svlékl jsem ji. Kopala, kousala a škrábala. Uškrtil jsem ji, pak jsem ji rozřezal na kousky a maso jsem si odnesl domů, kde jsem ho uvařil a snědl. Ani vám nemůžu vypovědět, jak byl její zadeček, upečený v troubě, libový a delikátní. Trvalo mi devět dní, než jsem ji celou snědl. Neznásilnil jsem ji, ačkoliv bych mohl, kdybych si to přál. Zemřela jako panna.“

### Billy Gaffney
11. února 1927 si 3letý Billy Beaton, jeho 12letý bratr a 4letý Billy Gaffney hráli na chodbě před byty. Když dvanáctiletý hoch odešel do svého bytu, oba chlapci zmizeli, Billy Beaton byl nalezen později na střeše domu. Na otázku, co se stalo Gaffneymu, Beaton odpověděl „ vzal ho strašák.“
Fish chlapce odvedl na skládku Riker Ave, do opuštěného domu poblíž. Svlékl ho, spoutal a zacpal ústa látkou. Chlapcovo oblečení spálil a vrátil se domů (bylo okolo druhé hodiny ráno). Druhý den si vzal své mučící nástroje a vrátil se k chlapci ve dvě hodiny odpoledne. Šlehal ho páskem, odřezával kusy jeho těla dokud nezemřel. Poté mu vrazil nůž do břicha a pil jeho krev. Tělo rozřezal, vložil do pytlů na brambory, zatížil kameny a hodil do vody. Zbytek těla si odnesl domů, pekl v troubě a konzumoval. Jeho tělo nikdy nebylo nalezeno.
Poté co už byl Fish usvědčen z vraždy Grace Budd, byla jeho fotka v novinách a řidič brooklynské drezíny v něm poznal muže, kterého viděl s Billym Gaffneyem dne kdy zmizel. Později napsal Fish dopis svému obhájci, kde se přiznal k vraždě Billyho Gaffneye.

#### Dopis obhájci s přiznáním
„Existuje veřejná skládka v Satorii, na River Avenue. Už léta tam lidé vyhazují hromadu věcí. Tady je můj plán: před několika lety jsem žil v čísle 228 na 81. východní ulici, v posledním patře. Předpokládejme, že se vám přiznám, že jsem unesl malého Gaffneyho stejným způsobem jako Budd. Nic to nezmění, protože jsem už obviněný ze zločinu. Nicméně musím připustit, že řidič tramvaje, který mě identifikoval v doprovodu malého chlapce, měl pravdu. Můžu Vám říct, že jsem v tu chvíli hledal uspokojivé místo, abych vykonal svoji práci. Vydal jsem se proto na skládku v River Avenue. Je tam opuštěný dům, nedaleko od místa, odkud jsem ho přivedl. Ten dům jsem maloval pro jeho majitele několik let před tím. Zapomněl jsem jeho jméno, ale zeptejte se mého syna Henryho, který kupoval jeho auto. Otec toho člověka žil v domě. Gene, John a Henry mně pomáhali malovat. V té době tam na silnici parkovalo pár starých aut. Tam jsem přivedl chlapce. Nejdřív jsem ho svlékl, pak jsem mu spoutal ruce a nohy a udělal jsem mu roubík z kusu špinavého hadru, který jsem tam našel. Potom jsem spálil jeho šaty, boty jsem vyhodil do odpadkového vozu a vrátil se domů tramvají až na 59. ulici. Byly dvě hodiny ráno a zbytek cesty jsem šel pěšky.
Druhý den, kolem druhé hodiny odpoledne jsem si přinesl svoje nástroje a také pořádnou devítiocasou kočku. Vyrobenou doma. S krátkou rukojetí. Rozřízl jsem jeden svůj pásek na dva kusy, pak jsem z každé poloviny nařezal šest pruhů, kolem dvaceti centimetrů dlouhých. Bičoval jsem jeho zadek, až mu krev tekla po nohách. Uřízl jsem mu uši, nos, zvětšil jsem mu pusu od ucha k uchu. Vyndal jsem mu oči z očních důlků. V tu chvíli už byl mrtvý. Zabodl jsem mu nůž do břicha a k ráně jsem přiložil ústa, abych vypil krev.
Sebral jsem čtyři staré pytle na brambory. Pak jsem mu uřízl ruce a nohy. Přinesl jsem si sebou kleště. Sloužily mi k tomu, abych mu uštípl nos, uši a několik kousků masa z jeho břicha. Pak jsem přeřízl trup těsně pod pupkem. Potom nohy asi pět centimetrů pod jeho zadkem. Nařezal jsem hlavu, ruce, paže a nohy pod koleny. Všechno jsem to dal do pytle s kamením, zavázal provázkem a hodil do stojaté vody rybníka, který uvidíte u silnice, když pojedete na North Brach. Voda je tam hluboká kolem metru a půl. Hned se to potopilo. S masem jsem odjel domů. Měl jsem předek těla s kousky, které mám nejradši. Jeho ptáčka, varlata a roztomilý, pěkně baculatý zadeček, abych si ho mohl upéct v troubě a sníst. Z uší, nosu a kousků obličeje a břicha jsem připravil ragú. Dal jsem do něj cibuli, mrkev, tuřín, celer, pepř a sůl. Bylo moc dobré. Pak jsem rozřízl hýždě, ptáčka a varlata na dvě půlky a umyl jsem je. Jídlo jsem strčil do trouby a zapálil jsem ji. Pak jsem uřízl plátky slaniny a položil jsem je na obě půlky hýždí. Oloupal jsem čtyři cibule a asi po čtvrt hodině jsem na maso nalil asi půl litru vody, aby pustilo šťávu, než tam dám cibuli. Pravidelně jsem maso zaléval šťávou na dřevěné lžíci. Aby maso bylo lepší a šťavnatější. Za dvě hodiny byly hýždě pěkně opečené. Nikdy jsem nejedl pečenou krůtu, která by byla aspoň z poloviny tak dobrá, jako jeho rozkošný, baculatý zadeček. Jídlo jsem měl na čtyři dny. Jeho ptáček byl skvělý,ale varlata byla moc tvrdá: nemohl jsem je rozkousat. Hodil jsem je do záchoda."

### Francis McDonnell
14. července 1924 se pohřešoval 9letý Francis McDonnell. Poté, co si hrál s kamarády ve čtvrti Port Richmond na Staten Islandu, se domů nevrátil. Bylo zorganizováno prohledávání a jeho tělo bylo nalezeno visící na stromě v lese poblíž jeho domova. Byl znásilněn a poté uškrcen svými kšandami. Podle pitvy utrpěl Francis také rozsáhlé tržné rány na nohou a břiše a jeho levé stehno bylo téměř úplně zbaveno masa. Francisovi kamarádi vypovídali, že šel se starším mužem se šedým knírem. Soused také řekl policii, že viděl chlapce s podobně vypadajícím mužem u lesa, kde byl později nalezen mrtvý. Francisova matka řekla, že toho dne viděla stejného muže. Až po vraždě Grace Budd byl Fish usvědčen z této vraždy a identifikován svědky. Fish tvrdil, že tento čin nespáchal, až po soudu za vraždu Grace Budd a Billyho Gaffneye, se přiznal k znásilnění a vraždě Francise McDonnella.

### Další předpokládané vraždy
Sám Fish vypověděl, že zaútočil na minimálně sto dětí. Vybíral si děti z chudých vrstev, především tmavé pleti. Několikrát si zaplatil služby jedné holčičky tmavé pleti, které platil pět dolarů vždycky, když mu přivedla malého chlapce. Podle jeho vyjádření jezdil až po třiadvaceti státech a v každém státě nějaké zabil. Vyšetřující soudce tvrdil, že Albert Fish zabil 16-100 obětí, s čímž souhlasil i detektiv William King. Psychiatr Dr. Frederic Wertham byl přesvědčen, že počet dětí, zavražděných jeho pacientem, by mohl být dokonce až kolem 400 obětí.

#### Možné oběti
- Yetta Abramowitz (11 let)
- Emma Richardson (5 let)
- Robin Jane Liu (6 let)
- Mary Ellen O'Connor (16 let)
- Benjamin Collings (17 let)
- Emil Aalling (4 roky)

## Soudní proces
Soudní proces ohledně vraždy Grace Budd začal v pondělí 11. března 1935 ve White Plains v New Yorku. U soudu vypovídal jako svědek bývalý ředitel psychiatrické léčebny Bellevue , kde byl Fish léčen během roku 1930. Doložil, že Fish byl nenormální, ale zdravý. Další svědci byli vězeňský lékař Perry Lichtenstein, Charles Lambert a James Vavasour. Další kdo svědčil, byla Fishova vnučka Mary, která vypověděla, že své vnuky a děti učil masochistické hry a chtěl aby mu fyzicky ubližovali.
Nikdo nepochyboval, že by Albert nebyl šílený, přesto dostal trest smrti. Fish zemřel 16. ledna 1936 na elektrickém křesle ve vězení Sing Sing . Jeho poslední slova byla údajně: „Ani nevím, proč jsem tady.“
Fishův právník obdržel jeho poznámky, které psal několik hodin před popravou. Řekl, že to byla ta nejnechutnější věc, co kdy četl a že je nikdy nikomu neukáže.

## Albert Fish v kultuře
- V dokumentárním filmu Masoví vrazi, Hannibal Lecter – skutečné příběhy z roku 2001 jsou rozebírány motivy chování několika sériových vrahů, mimo Johna Wayna Gacyho, Teda Bundyho, Jeffrey Dahmera a Andreje Čikatila rovněž i Fishe.
- Norská aggrotech kapela Combichrist jmenuje ve své písni „God Bless“ (česky „Bůh žehnej“) celou řadu sériových vrahů a teroristů, mezi nimi je i Albert Fish.[5][6]
- Bývalý bubeník skupiny Marilyn Manson používal pseudonym Ginger Fish, jehož druhá část byla přímo odvozena od Alberta Fishe.
- V roce 2007 byl vydán dokumentární film o Fishovi , který režíroval John Borowski.
- Také v roce 2007 byl o jeho životě natočen životopisný film Muž s šedivými vlasy v němž hrál Patrick Bauchau Fishe.